# Tara Duncan
A Tara Duncan 2010-től 2011-ig futott francia televíziós 2D-s számítógépes animációs sorozat, amelyet a MoonScoop Group készített. Tara Duncan a legkelendőbb regények egy sorozatának a főhőse, amelyeket franciául Sophie Audouin-Mamikonian írt. Az angol fordítást William Rodarmor által Tara Dunan Spellbinders címen, 2012. júniusában kiadta Skyhorse. A 2. kötetet Tara Duncan and the Forbidden Book címen, 2013-on keresztül megtervezik. A tévéfilmsorozat 2010-ben jelent meg Franciaországban, Kabillion Girls Rule felosztásán. Műfaját tekintve fantasy filmsorozat, akciófilm-sorozat, kalandfilmsorozat és filmvígjáték-sorozat. Franciaországban 2010-től kezdtél el adni, Magyarországon a Megamax adta lw.

## Ismertető
A főszereplő, Tara, aki az Alfa Team tinédzsereinek egyik tagja. Tarát és társait megkülönböztetik a különös képességeik a hétköznapi tinédzserektől. A gonosz erők ellen, együtt küzdenek. Van titok is erőjükben, amelyet e közben igyekeznek megőrizni.

## Szereplők
- Tara Duncan – A főszereplő, aki az alfa csapat vezére. Különös erővel rendelkezik, egy jelleme, hogy nem énekel szépen.
- Cal – Tara fiútársa, akivel összetart, és élvezi vele az életet. Az Alfa csapat tagja.
- Gloria Davil – Vérfarkas, akit Verébnek becéznek a társai. Tara egyik barátnője, akivel összetartanak, és segítenek egymáson. Az Alfa csapat tagja.
- Lorelei – Cal egyik régi barátja, azért jött vissza a földre hogy húgát Otarelt kiszabadítsa az átvilági börtönből. Egy cselt alkalmazott, hogy Csen mester kiengedje testvérét, azért, hogy terve megvalósuljon. Tara karjába csöppentett egy kis sellőszérumot, amivel önmaga is sellő lett.
- Sandra – Mágiátlan lány, aki nem szíveli a mágiával rendelkezőeket, végül Tarának köszönhetően megbarátkozik a mágusokkal.
- Livia – Sandra egyik mágia mentes segítőtársa, szemüveget hord.
- Madney – A pop-sztárok egyik énekese, egy jelleme, hogy szépen énekel.
- Clar – Az át világból érkező lány, aki először mágiátlannak adja ki magát, de kitudódik róla, hogy mágus, és ezek után vissza küldik az átvilágba.
- Fafnir – Az át világból érkező lány, aki mágus, és nem szeret mágiát használni, mert kiütést kap az arcára a mágiától. Végül Tara feloldja ezt az átkot róla, és megszereti a mágiát, valamint a földön marad a többiekkel.
- Luana – Cal egyik lánytársa, akivel néha össze is vesznek, de komoly helyzetben összetartanak.
- Aquafonis – A gonosz sellő, ha lányát bántani akarják a szárazföldiek, akkor bosszút akar állni rajtuk.
- Sirène – Aquafonis lánya, aki eredetileg néma. Aquafonis hangot próbál neki szerezni, egyszer bosszút is akar állni a földieken.
- Vampire – Rosszcsont az át világból, aki hatalmába akarja keríteni a földieket.
- Isabella – Tara nagymamája, egyszer visszafiatalodott tinédzserre, de rájött mégis jobb már annyi idősen neki amennyi idős pontos idejében
- Chipe Maître – Az átvilági kapu őrzője, és az Alfa csapat főnöke. (Magyar hangja: Jakab Csaba.)
- Robin – Kobold, és a Béta csapat feje.
- Fabrice – Vérfarkas, a Béta csapat tagja.
- Serena – Két serena és az átvilágon él. Az egyik bosszút forral Tara nagymamája ellen, és vámpír sereget akar a földre küldeni. A másik meg a szokásos dolgokat csinálja, ez a biztos, hogy ő is bosszút forral.
- Serveur – Felszolgáló a mágiamentes bulikban, egy alkalommal egy mágus megbűvöli, hogy kedvesen szolgája ki.

## Epizódok
1. Szótlan sellő (La sirène muette)
2. Mágiamentes buli (Mes meilleurs amis)
3. Az aranyjogar (Le sceptre caché)
4. Aranyláz (La soif de l’or)
5. Az unikornis látogatása (La licorne décornée)
6. Agyon társak (Frère de crocs)
7. A divatkirály (Haute couture)
8. Homályuram (L’honneur de Maître Chem)
9. Az ifjúság tükre (Le miroir de jouvence)
10. Test és lélek (Ma sortcelière mal aimée)
11. Sellőszérum (Sirène malgré elle)
12. A harag könnycseppjei (Robin des elfes)
13. A tűzhányó szíve (Le collier de rubis)
14. Az át világ szilánója (Cyrano d’AutreMonde)
15. Mágustanonc (Le regard de Claire)
16. Nyári iskola (Stage d’été)
17. A négy pergamen (Les quatre parchemins)
18. A ház múmiája (Cœur de Pierre)
19. Ostrom alatt a ház (Assaut sur le Manoir)
20. A sérthetetlenségkelyhe (La coupe d’invulnérabilité)
21. Bűvésztrükkök (Comme par magie)
22. Az őrzők kristálya (Guetteuse de mon cœur)
23. Szép a szerelmes (L’or et la dragonne)
24. Kelés, fekély, kiütés (Pustules et boutons)
25. Hős a falon (Un air familier)
26. Rosszcsontvámpír (Le vilain petit vampire)